# Iglesia de Santa María La Real (Pelúgano)
La iglesia de Santa María La Real es el templo parroquial de la localidad de Pelúgano (Peḷḷuno en asturiano), en el concejo asturiano de Aller (España). Se encuentra en el Inventario de Patrimonio Cultural del Principado de Asturias. 

## Historia
Es un templo construido en el siglo XVII o XVIII, quizás sobre un templo románico anterior, en la zona más alta de Pelúgano, en el barrio Cima o de Arriba, desde donde se domina el amplio caserío del barrio Baxo o de Abajo, y las montañas. En 1843 fue restaurada ante el deterioro del templo. 

## Descripción

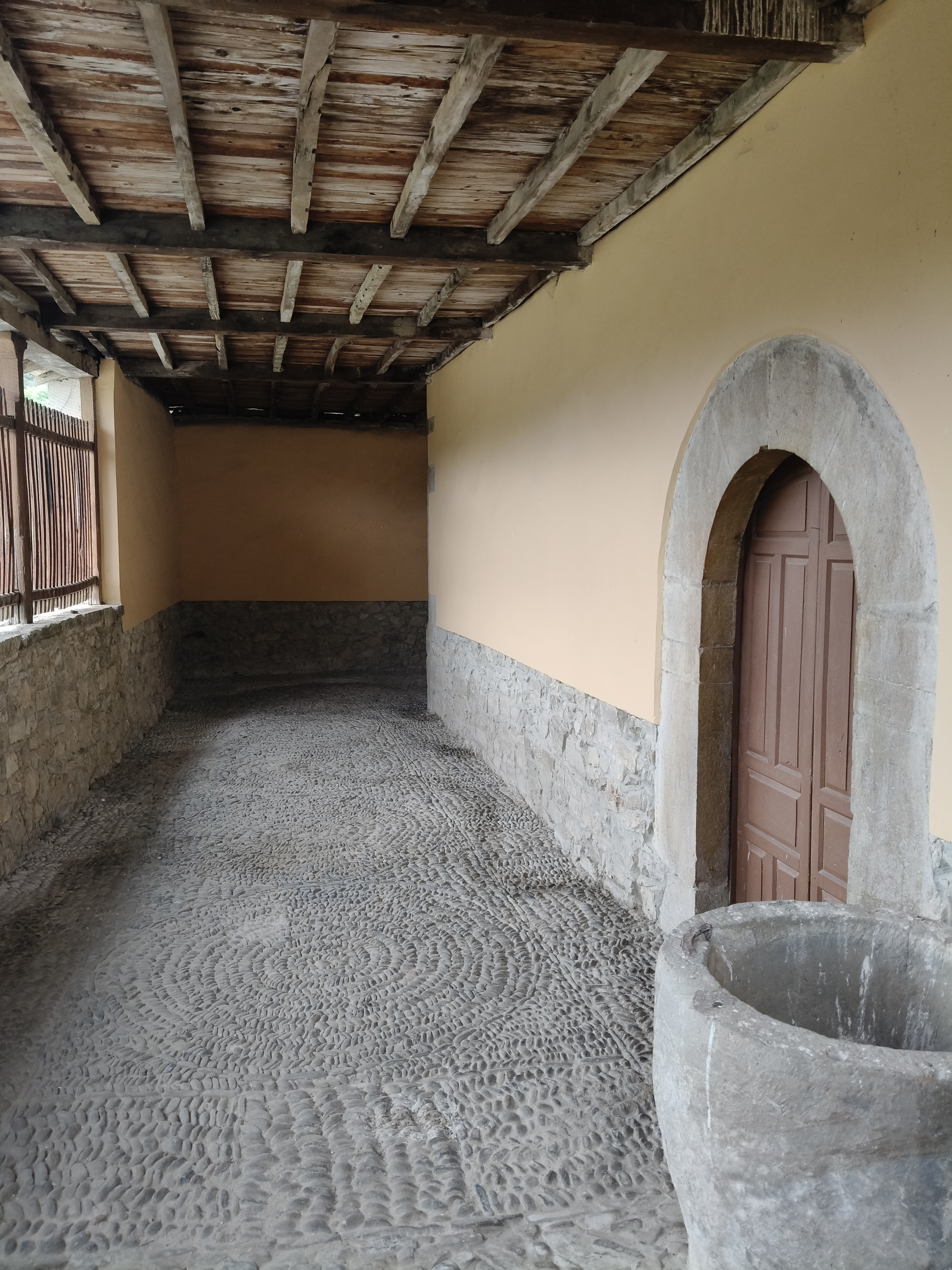
Interior del Pórtico

El templo destaca por una única y amplia nave a la que se suma una cabecera, adosándose a ésta diferentes dependencias parroquiales a las que se acceden desde el interior. El templo se corona por una voluminosa espadaña de tres ojos. El acceso al templo se hace a través de un pórtico cerrado mediante una construcción de madera y mediante muro, muy diferente a otros pórticos de iglesias asturianas que se encuentran abiertos al exterior mediante columnas. El pórtico cobija una pila bautismal. El interior conserva pinturas murales del siglo XIX. En el altar mayor destaca un retablo  barroco donde se encuentra la imagen de la Virgen María. El templo cuenta también con otros dos retablos en los laterales, fechados en el siglo XVIII, con las imágenes de Santa Lucía y Santa Bárbara.